# سینه۲۱
سینه۲۱ (کره‌ای: 씨네21؛ انگلیسی: Cine21) یک مجلهٔ فیلم و سینما است که توسط روزنامه هانکیوره در کره جنوبی منتشر می‌شود. این مجله نخستین بار در ۲۴ آوریل ۱۹۹۵ در سئول منتشر شد و شماره‌های بعدی تاکنون به صورت هفتگی منتشر می‌شوند. اولین سردبیر چو سون هی، خبرنگار میز فرهنگ بود. نخستین شماره مجله با مطالبی از جمله «چه کسی صنعت فیلم کره‌ای را کنترل می‌کند»، «رای دادن به پنجاه فیلم قدرتمند کره‌ای» منتشر شد. در ۱ اوت ۲۰۰۳، سینه۲۱ از شرکت هانکیوره جدا شد و به شرکت تابعه مستقل سابق «سینه۲۱ کورپوریشن» تبدیل شد. از سال ۲۰۱۹، هانکیوره مدیا گروپ ۸۵٪ از سهام این شرکت را در اختیار دارد.